# Jumpei Takaki
Jumpei Takaki (født 1. september 1982) er en japansk fodboldspiller.
Han har spillet for flere forskellige klubber i sin karriere, herunder Shimizu S-Pulse, Consadole Sapporo, Montedio Yamagata og Tokyo Verdy.